# 砲台镇
砲台镇（亦作炮台镇），是中华人民共和国广东省揭阳市榕城区下辖的一个乡镇级行政单位。

## 歷史沿革
明清砲台旧制属桃山都，为县治九都之一，下辖今砲台、登岗。1916年，砲台为第二区。1949年砲台解放后称桃山地区。1951年原桃地区分3个区，砲台为十七区。1953年初，十七区（砲台）与十九区（登岗）合并，改名为砲台区。1957年，改区为乡；1958年砲台、登岗、地都三乡合并，成立砲台人民公社。1959年8月，析置登岗人民公社。1960年登岗人民公社并入砲台人民公社，仍称砲台人民公社。1961年，砲台、登岗、地都分为三个公社。1984年，将砲台公社改为砲台区。1986年设置砲台镇。1991年揭阳撤县设市，同时成立揭东县，砲台镇隶属揭东县。2012年12月17日，国务院批复同意广东省调整揭阳市部分行政区划，将原揭东县的砲台镇划归榕城区管辖。

## 行政区划
砲台镇下辖以下地区：
炮台社区、新市村、南潮村、埔仔村、丰溪村、浮岗村、塘边村、桃山村、龙头村、下陇村、石牌村和青溪村。